# Leichtathletik-Junioreneuropameisterschaften 1979
| 5. Leichtathletik-Junioreneuropameisterschaften | 5. Leichtathletik-Junioreneuropameisterschaften |
| ----------------------------------------------- | ----------------------------------------------- |
| Zdzisław-Krzyszkowiak-Stadion                   |                                                 |
| Stadt                                           | Bydgoszcz, Polen                                |
| Stadion                                         | Zdzisław-Krzyszkowiak-Stadion                   |
| Teilnehmende Länder                             |                                                 |
| Teilnehmende Athleten                           |                                                 |
| Wettbewerbe                                     | 36                                              |
| Eröffnung                                       | 16. August 1979                                 |
| Schlussfeier                                    | 19. August 1979                                 |
| Eröffnet durch                                  |                                                 |

Die 5. Leichtathletik-Junioreneuropameisterschaften fanden vom 16. bis 19. August 1979 im Zdzisław-Krzyszkowiak-Stadion in Bydgoszcz (Polen) statt.
Die Wettkampfergebnisse sind unter Weblinks zu finden.

## Medaillenspiegel
| Medaillenspiegel (Endstand nach 36 Entscheidungen) | Medaillenspiegel (Endstand nach 36 Entscheidungen) | Medaillenspiegel (Endstand nach 36 Entscheidungen) | Medaillenspiegel (Endstand nach 36 Entscheidungen) | Medaillenspiegel (Endstand nach 36 Entscheidungen) | Medaillenspiegel (Endstand nach 36 Entscheidungen) |
| Platz                                              | Land                                               | Gold                                               | Silber                                             | Bronze                                             | Gesamt                                             |
| -------------------------------------------------- | -------------------------------------------------- | -------------------------------------------------- | -------------------------------------------------- | -------------------------------------------------- | -------------------------------------------------- |
| 1                                                  | Deutsche Demokratische Republik                    | 14                                                 | 12                                                 | 6                                                  | 32                                                 |
| 2                                                  | BR Deutschland                                     | 7                                                  | 4                                                  | 6                                                  | 17                                                 |
| 3                                                  | Vereinigtes Königreich                             | 5                                                  | 2                                                  | 4                                                  | 11                                                 |
| 4                                                  | Sowjetunion                                        | 4                                                  | 12                                                 | 6                                                  | 22                                                 |
| 5                                                  | Tschechoslowakei                                   | 2                                                  | 0                                                  | 0                                                  | 2                                                  |
| 6                                                  | Italien                                            | 1                                                  | 1                                                  | 2                                                  | 4                                                  |
| 7                                                  | Polen                                              | 1                                                  | 0                                                  | 2                                                  | 3                                                  |
| 8                                                  | Finnland                                           | 1                                                  | 0                                                  | 0                                                  | 1                                                  |
| 8                                                  | Griechenland                                       | 1                                                  | 0                                                  | 0                                                  | 1                                                  |
| 10                                                 | Belgien                                            | 0                                                  | 2                                                  | 0                                                  | 2                                                  |
| 10                                                 | Norwegen                                           | 0                                                  | 2                                                  | 0                                                  | 2                                                  |
| 12                                                 | Ungarn                                             | 0                                                  | 1                                                  | 0                                                  | 1                                                  |
| 13                                                 | Bulgarien                                          | 0                                                  | 0                                                  | 4                                                  | 4                                                  |
| 14                                                 | Frankreich                                         | 0                                                  | 0                                                  | 2                                                  | 2                                                  |
| 14                                                 | Rumänien                                           | 0                                                  | 0                                                  | 2                                                  | 2                                                  |
| 14                                                 | Schweiz                                            | 0                                                  | 0                                                  | 2                                                  | 2                                                  |
| 17                                                 | Portugal                                           | 0                                                  | 0                                                  | 1                                                  | 1                                                  |
| Gesamt                                             | Gesamt                                             | 36                                                 | 36                                                 | 37                                                 | 109                                                |